# Maryland State Police
Le Maryland State Police ou Police d'État du Maryland est le service de police du Maryland qui agit partout dans cet État. Son siège est situé à Pikesville

## Organisation
La police de l'État du Maryland est organisée en une structure calquée sur celle de l'armée des États-Unis, composée par :
1. Le Département de la police d'État (commandée par un colonel)
2. Les Bureaux (commandés par les lieutenant-colonels)
3. Les « Commandes » (commandées par les majors)
4. Les Troupes (commandées par les capitaines)
5. Les Divisions (commandées par un capitaine ou un directeur civil)
6. Les Casernes (commandées par les lieutenants)
7. Les « sections » (commandées par un capitaine ou un lieutenant, ou un directeur civil)
8. Les Unités (commandées par les sergents de première classe)

Le Maryland State Fire Marshal est un membre du département, il est chargé de l'enquête et la poursuite des suspects d'incendies criminels dans tout l'État.

### Bureau des Opérations sur le terrain
Le FOB est le composant le plus visible de la police de l'État du Maryland (MDSP). Le FOB se compose de quatre bureaux : le bureau du commandement de l'Est et de l'occidental qui couvre la caserne 22, les opérations spéciales, la sécurité des transports et le commandement de l'aviation. En 2009, les troopers du FOB ont effectué 3 074 arrestations pour des infractions graves au code de la route, effectué 17 447 enquêtes criminelles et arrêté 8 451 citoyens pour conduite en état d'ivresse.

### Le Groupe d'interventions spéciales
Le Special Tactical Assault Team Element (STATE) est une SWAT Team.

### Sécurité intérieure
Le Homeland Security, le Bureau d'enquêtes, a été créé pour effectuer des enquêtes criminelles, à la fois ouvertes et secrètes. Il est divisé en deux bureaux : Le commandement de la sécurité intérieure et le commandement des enquêtes.

### Bureau des services de soutien
Le Bureau des services de soutien est responsable de l'administration du personnel, du recrutement, de la rétention, de la formation, de la retraite et des avantages. Il maintient l'infrastructure physique et technique pour le ministère. Le bureau est actuellement commandé par le lieutenant-colonel Robert McGainey.[Quand ?] Il comprend des divisions pour la gestion des installations, les systèmes électroniques, les technologies de l'information, les véhicules à moteur, l'intendance, les ressources humaines, la formation et les essais promotionnels.

### Bureau de la planification stratégique
Le Bureau gère le budget et des finances, les affaires gouvernementales, les divisions de la police, le personnel des inspections de section, et la division de recherche.

## Histoire
Avant 1921, l'État du Maryland ne disposait d'aucune force de police à l'échelle locale. En réponse à la criminalité croissante, un commissaire a organisé une équipe de policiers à qui il a donné une autorisation pour patrouiller dans tout l'État, pour faire respecter le code de la route et le droit pénal. Cette unité, habillée en civil est devenu connue comme le « Groupe de la police de l’État ».
En 1935, la police d'État du Maryland a été en tant qu'unité du gouvernement de l'État, financée par des recettes provenant du ministère. Il a été accordé de nouveaux pouvoirs de police à l'échelle de l'État pour faire appliquer la loi et maintenir une école de formation.
En 1994, le Département de police de l'État du Maryland a été modifié en tant que ministère exécutif. Il a été rebaptisé ministère de la police de l'État en 1995, ses surintendants récents comprennent David B. Mitchell de 1995 à 2003, Ed Norris 2003 à 2004, Thomas E. Hutchins 2004 à 2007, et Terrence Sheridan 2007 à 2011. Le surintendant actuel est Marcus L. Brown, qui a été nommé le 1er août 2011. Quarante-trois agents ont été tués dans l'exercice de leurs fonctions pour l'instant.

## Juridiction
La police d'État du Maryland agit dans tout dans l'État du Maryland et peut, à la demande de tout organisme municipal ou gouvernemental, du Maryland, exercer ces activités hors les limites du territoire du Maryland. Elle enquête aussi sur la corruption des fonctionnaires de la Police du Maryland (un peu comme un bureau des affaires internes).

## Uniforme et équipement

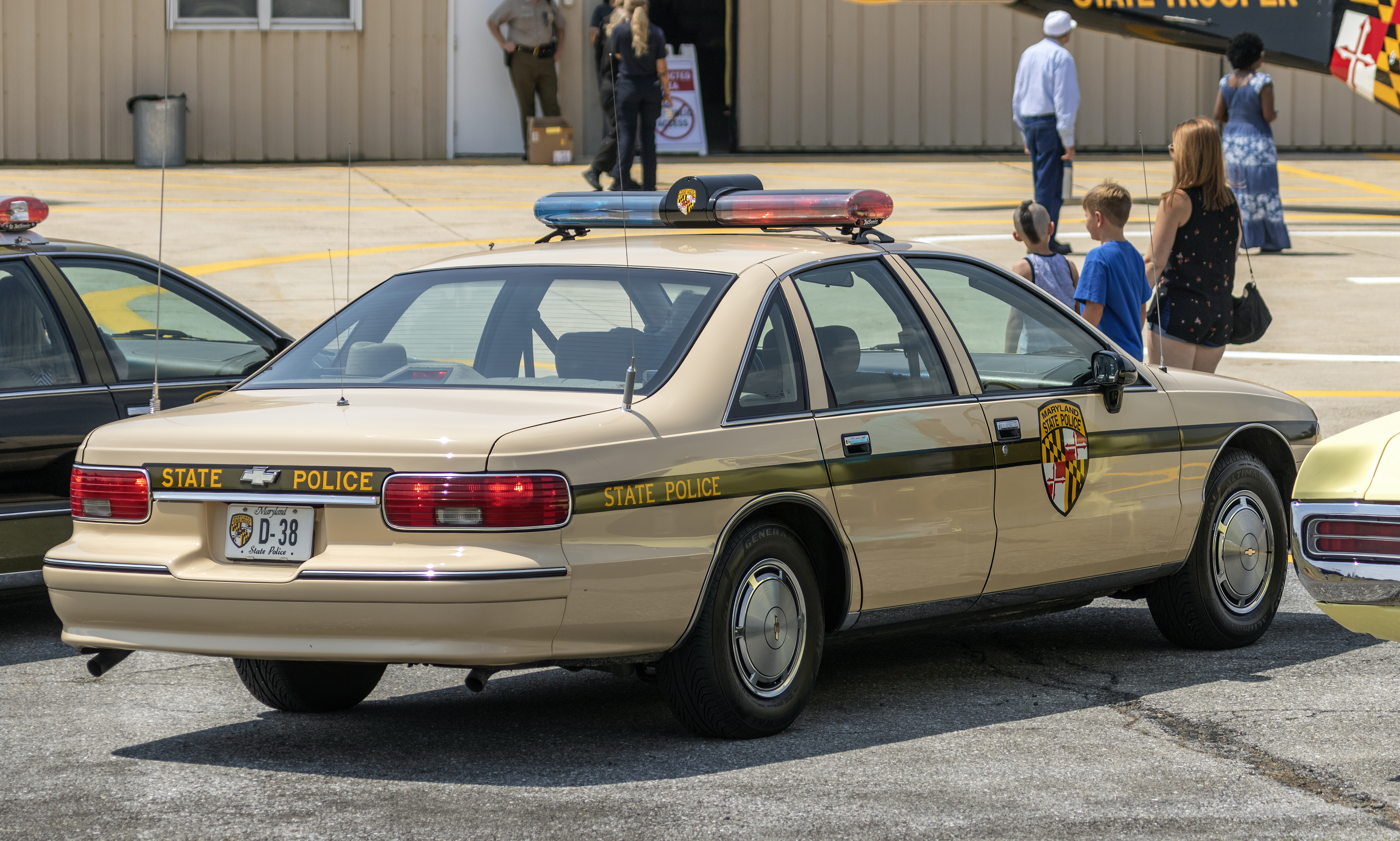
Véhicule de patrouille.

L'uniforme du MSP est resté le même depuis 1951. L'uniforme Trooper standard se compose d'un pantalon olive avec une raie noire sur le côté. Un t-shirt est porté, avec des manches longues en hiver et des manches courtes en été. Une cravate noire est portée avec la chemise à manches longues. Certains Troopers portent aussi des chandails noirs.
Les troopers sont équipés du pistolet  Beretta PX4 Storm (en français : « tempête ») chambré en .40 S & W et certains de fusils à pompe Remington 870 (calibre 12). Certains troopers ont des  carabines de police tirant du .223 Remington de type  Colt M16-A1 ou  Colt AR-15.

## Commissariats (Barracks)

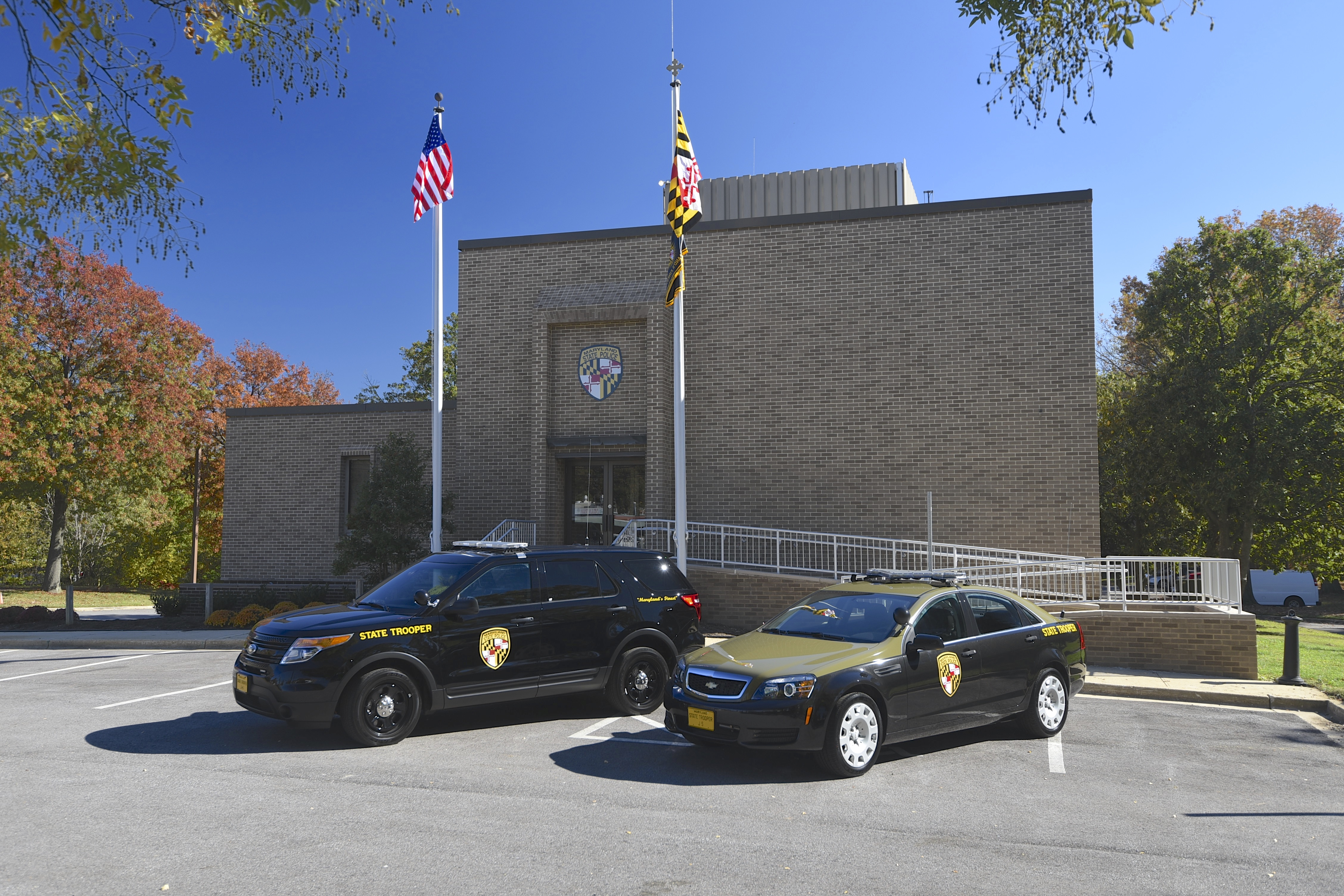
Barrack d'Annapolis.

La MSP entretient 24 commissariats répartis dans l'état.
| Barrack   | Localisation         | Secteur                                    |
| --------- | -------------------- | ------------------------------------------ |
| Barrack A | Waterloo             | Howard Co.                                 |
| Barrack B | Frederick            | Frederick Co.                              |
| Barrack C | Cumberland           | Allegany                                   |
| Barrack D | Bel Air              | Harford Co.                                |
| Barrack E | Salisbury            | Wicomico                                   |
| Barrack F | North East           | Cecil                                      |
| Barrack G | Westminster          | Carroll                                    |
| Barrack H | La Plata             | Charles                                    |
| Barrack I | Easton               | Caroline, Dorchester, Talbot               |
| Barrack L | Forestville          | Prince George's (Sud de la Route 50)       |
| Barrack M | JFK Memorial Highway | Interstate 95 in Cecil, Harford, Baltimore |
| Barrack N | Rockville            | Montgomery                                 |
| Barrack O | Hagerstown           | Washington                                 |
| Barrack P | Glen Burnie          | Anne Arundel                               |
| Barrack Q | College Park         | Prince Georges (Nord de la Route 50)       |
| Barrack R | Golden Ring          | Baltimore                                  |
| Barrack S | Centreville          | Kent, Queen Annes                          |
| Barrack T | Leonardtown          | St. Marys                                  |
| Barrack U | Prince Frederick     | Calvert                                    |
| Barrack V | Berlin               | Worcester                                  |
| Barrack W | Mc Henry             | Garrett                                    |
| Barrack X | Princess Anne        | Somerset                                   |

## Grades et Insignes
| Rang au sein du MSP  | Insigne | Description |
| -------------------- | ------- | --- |
| Colonel              |         | Le surintendant de la police d'état du Maryland détient le grade de colonel. Il est le Secrétaire du Département de la police d'État et un membre du cabinet du gouverneur. |
| Lieutenant Colonel   |         | Il y a trois officiers ayant le grade de lieutenant-colonel, chacun supervisant un des trois bureaux de la police de l'État.                                                |
| Major                |         | Majors sont responsables d'une barrack au sein de la police d'État. |
| Capitaine de police  |         | Les responsabilités spécifiques d'un capitaine varient selon l'endroit où il est affecté au sein de l'agence.                                                               |
| Lieutenant de police |         | Un lieutenant est l'officier le plus gradé d'une barrack, ou d'une brigade spécifique.                                                                                      |
| First Sergeant       |         | Les first sergeants sont les assistants des lieutenants, ou effectuent des tâches administratives au sein d'autres brigades.                                                |
| Detective Sergeant   |         | Les detective sergeants sont chargés des enquêtes. |
| Sergeant de police   |         | Les sergents sont des chefs d'équipe. |
| Corporal de police   |         | Les caporaux sont souvent les sous-officiers affectés à la circulation, en l'absence d'un sergent, ils peuvent prendre sa place.                                            |
| Senior Trooper       |         | 10 années avec des états de service exceptionnels peuvent promouvoir un Trooper first class en Senior trooper.                                                              |
| Trooper First Class  |         | Les troopers terminant 3 années de service avec de bons états de service sont promus Trooper First Class.                                                                   |
| State Trooper        |         | Les élèves étant venus à bout des épreuves de l'académie de formation passent au rang de trooper.                                                                           |